# Musée régional d’Art contemporain Occitanie

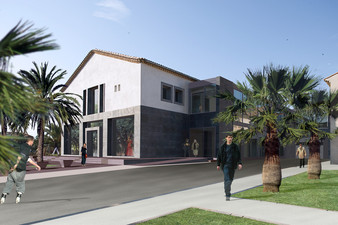
Museumsgebäude

Das Musée régional d’art contemporain Occitanie (Mrac) ist ein Kunstmuseum in Sérignan im französischen Département Hérault.

## Geschichte
Die Gemeinde Sérignan pflegt seit den frühen 1990er Jahren eine intensive Verbindung zur modernen Kunst. Seit 1991 fanden in der Espace d’Art Contemporain Gustave Fayet, einem ehemaligen Weinkeller, regelmäßig Wechselausstellungen mit Werken nationaler und internationaler Künstler statt. Der Namensgeber, Gustave Fayet, war ein wohlhabender Winzer, der Künstler wie Paul Gauguin und Odilon Redon unterstützte. 1997 wurde die Ausstellungsfläche von 200 m² auf rund 600 m² vergrößert.
Da viele Künstler, die in Sérignan ausstellten, der Gemeinde auch Werke stifteten, wurde für die wachsende Sammlung 2006 ein eigenes Museum mit mehr als 2.000 m² Nutzfläche eingerichtet, das seit dem 1. Januar 2010 unter dem Namen Musée régional d’Art contemporain Occitanie / Pyrénées-Méditerranée firmiert. Anlässlich der Reorganisation wurde die Fläche noch einmal um 500 m² erweitert.

## Sammlung
Die Museumssammlung besteht aus Gemälden, Zeichnungen, Fotografien, Skulpturen, Installationen und Videos von den 1960er Jahren bis heute. Insgesamt verfügt das Museum selbst über mehr als 450 Objekte, deren Präsentation regelmäßig neu gestaltet wird.